# Anolis lynchi
Anolis lynchi (аноліс Лінча) — вид ігуаноподібних ящірок родини анолісових (Dactyloidae). Мешкає в Колумбії і Еквадорі.

## Поширення і екологія
Аноліси Лінча мешкають на тихоокеанському узбережжі південно-західної Колумбії і північно-західного Еквадору. Вони живуть в густих вологих тропічних лісах, поблизу струмків. Зустрічаються на висоті до 600 м над рівнем моря.